# Poptún
Poptún ist eine etwa 20.000 Einwohner zählende Kleinstadt in Guatemala. Poptún liegt im Südosten des Departamentos Petén und ist Verwaltungssitz der Großgemeinde (Municipio) Poptún, die sich auf 1.766 km² erstreckt und über 35.000 Einwohner hat.

## Lage und Klima
Die Stadt liegt etwa 370 km nordöstlich von Guatemala-Stadt an der Fernstraße CA 13, die in der Nähe des Izabal-Sees von der Atlantikfernstraße CA 9 nach Norden abzweigt und durch das tropische Tiefland des Petén nach Flores und weiter nach Belize führt. Das Municipio liegt in einem mittlerweile stark dezimierten Kiefernwaldgebiet zwischen 400 und 600 Metern über dem Meeresspiegel. Es grenzt im Norden und Westen an Dolores, im Süden an San Luis und im Osten an Belize.
Die Temperaturen bewegen sich zwischen 10 und 32 °C, die Luftfeuchtigkeit liegt bei etwa 80 Prozent, die jährliche Niederschlagsmenge bei etwa 1700 mm.

## Wirtschaft und Tourismus
Poptún liegt an einer sehr wichtigen Verkehrsachse durch Petén, in etwa auf halbem Weg zwischen dem Izabal-See im Süden und dem Petén-Itzá-See im Norden und deren Touristenattraktionen wie Río Dulce und Tikal. Poptún profitiert daher etwas vom Durchgangsverkehr. Es gibt mehrere Hotels. Daneben spielt die Land- und Forstwirtschaft eine wichtige Rolle.
Poptún hat einen Flugplatz für die Allgemeine Luftfahrt, der auch militärisch genutzt wird. Bei Poptún befindet sich ein Stützpunkt der Spezialkräfte der Streitkräfte Guatemalas.

## Geschichte
Poptún ist eine der jüngsten Gemeinden Guatemalas. Der Ort an der 1927 gebauten Fernstraße wurde 1945 als Colonia Agrícola geführt und erst 1966 zum Municipio erhoben. Poptún ist heute das Zentrum des südöstlichen Petén.